# Кропоткін Дмитро Миколайович
Кропоткін Дмитро Миколайович (1836 — 16 лютого 1879, Харків) — князь, генерал-майор, харківський генерал-губернатор. Двоюрідний брат теоретика анархізму князя Петра Кропоткіна і астронома князя Олександра Кропоткіна. Власник Сігулдскої садиби. Убитий народником Григорієм Гольденбергом.